# Лояно
Лояно (итал. Loiano) —  коммуна в Италии, располагается в регионе Эмилия-Романья, подчиняется административному центру Болонья.
Население составляет 4149 человек, плотность населения составляет 80 чел./км². Занимает площадь 52 км². Почтовый индекс — 40050. Телефонный код — 051.
Покровителем коммуны почитается святой апостол Иаков Старший, празднование 25 июля.
Рядом с коммуной находится астрономическая обсерватория университета Болоньи, переехавшая оттуда в связи с возросшим световым загрязнением.